# Vienna Bilingual Schooling
Der Schulversuch Vienna Bilingual Schooling sieht die bilinguale Ausbildung auf Englisch und Deutsch von der Volksschule bis zur Reifeprüfung vor.
Auf Basis der österreichischen Lehrpläne wird den Schülern die Sprachfertigkeit in beiden Sprachen vermittelt. Sie werden sowohl von deutsch-, als auch von englischsprachigen Lehrern unterrichtet. Die Klassen der VBS werden je zur Hälfte von Kindern mit deutscher und englischer Mutter- beziehungsweise Umgangssprache besucht. Vorkenntnisse in der zweiten Sprache sind Voraussetzung für die Aufnahme in den Schulversuch.

## Teilnehmende Schulen
Die erste bilinguale Klasse wurde im September 1992 in einer Volksschule im 10. Wiener Gemeindebezirk eröffnet. Inzwischen nehmen an dem Schulversuch sieben Volksschulen teil. In der Sekundarstufe I sind es vier Mittelschulen, ein Bundesgymnasium und drei Realgymnasien. Die vier Gymnasien führen die bilinguale Option auch in der Oberstufe (Sekundarstufe II) weiter. Darüber hinaus bietet auch die Handelsakademie Hetzendorfer Straße ein bilinguales Programm.
Die Zahl der Anmeldungen für bilinguale Klassen übersteigt die Kapazität bei weitem. In Fachkreisen wird geschätzt, dass sich doppelt so viele Kinder bewerben, als aufgenommen werden können. Allerdings ist die Anzahl der Schulen, die an einem Schulversuch teilnehmen können gesetzlich limitiert. Daher sind viele Wiener Schulen dazu übergegangen Spezialklassen anzubieten, die zwar nicht vollständig bilingual sind, sich aber an Vienna Bilingual Schooling orientieren. Darunter fallen etwa die GEPS-Klassen.